# Perognathus flavus
Perognathus flavus és una espècie de mamífer rosegador de la família dels heteròmids. Viu al centre-sud de les Grans Planes (Estats Units) i a Sonora i l'Altiplà Mexicà (Mèxic). Es tracta d'un animal solitari. Els seus hàbitats naturals són els herbassars i matollars àrids i semiàrids. És una espècie en risc mínim, és a dir, no sembla que hi hagi cap amenaça significativa per a la seva supervivència.